# Waldachtal
Waldachtal est une commune d'Allemagne, située dans l'arrondissement de Freudenstadt et le Land de Bade-Wurtemberg.

## Géographie
Waldachtal est située dans la partie nord de la Forêt-Noire à mi-distance des villes de Horb am Neckar (12 km à l'est) et Freudenstadt (11 km à l'ouest).

## Histoire
Dans le cadre de la réforme communale, les localités de Cresbach, Hörschweiler, Lützenhardt, Salzstetten et Tumlingen ont été intégrées à Waldachtal le 1er juillet 1974.

## Administration
Waldachtal est composée des localités suivantes :
- Cresbach (avec les villages d'Oberwaldach, Unterwaldach et Vesperweiler)
- Hörschweiler
- Lützenhardt
- Salzstetten (avec le village d'Heiligenbronn)
- Tumlingen.

### Communauté d'administration
La communauté d'administration Dornstetten est composée de la ville de Dornstetten et des communes de Glatten, Schopfloch et Waldachtal.

## Économie
Une importante société Fischerwerke Fischer Gmbh Co KG, fabricant de systèmes de fixation, d'accessoires de voitures est installée à Waldachtal et y emploie 1900 personnes. C'est l'un des premiers employeurs de l'arrondissement.

## Personnalités liées à la commune
- Artur Fischer, inventeur, né le 31 décembre 1919 à Tumlingen